# Кобушкин, Виктор Кириллович
Ви́ктор Кири́ллович Ко́бушкин (10 января 1926 года, Ленинград — 23 февраля 1991 года, Ленинград) — физик, преподаватель высшей и средней школы, автор учебников и пособий для школьников, кандидат педагогических наук, участник Великой Отечественной войны.

## Биография
Родился 10 января 1926 года в Ленинграде. В годы Великой Отечественной войны был призван в ряды РККА, участвовал в боевых действиях во время советско-японской войны 1945 года. Чтобы раньше оказаться на фронте, «приписал» себе лишний год.
В 1955 году окончил физический факультет Ленинградского государственного университета им. А. А. Жданова (ЛГУ).
С 1960 по 1970 год работал в ЛГУ, а с 1971 по 1987 год — в ЛИТМО. В течение многих лет преподавал физику в ведущих школах физико-математического профиля Ленинграда: с 1962 года в 239-й школе и с 1964 года в специализированной школе-интернате № 45 при ЛГУ.
Скончался 23 февраля 1991 года. Похоронен на Серафимовском кладбище в Ленинграде.

### Педагогическая деятельность
В. К. Кобушкин был в числе первых сотрудников ЛГУ, приглашённых в 1964 году в школу-интернат № 45 для преподавания физики.
Его практические и методические наработки использовались при создании новых программ обучения физике, принятых и использовавшихся затем в школе-интернате № 45 и в Академической гимназии. Эти программы существенно отличались от существовавших в те годы в среднем образовании. По оценке, данной впоследствии действительным членом РАО А. С. Кондратьевым, разработка данных программ была осуществлена в правильном направлении.
В. К. Кобушкин являлся автором ряда сборников задач и учебных пособий для школьников и поступающих в ВУЗы. В 1975 году он защитил диссертацию на соискание учёной степени кандидата педагогических наук.
Вплоть до настоящего времени творческое наследие В. К. Кобушкина остается актуальным и востребованным учащимися, студентами и педагогическим сообществом. Учебные пособия, автором которых он является, включаются в списки литературы, рекомендуемой учителям и учащимся, его труды учитываются и используются в научных и диссертационных работах, посвященных развитию теории и методики обучения физике
.
Среди учеников В. К. Кобушкина есть профессора, доктора и кандидаты наук, победители международных, всесоюзных и ленинградских физических олимпиад.

### Ученики о В. К. Кобушкине
Воздействие В. К. Кобушкина на учеников определялось не только блестящим знанием предмета, огромным опытом и незаурядным педагогическим мастерством. Высокие моральные принципы, нравственная бескомпромиссность и требовательность к себе и окружающим уникальным образом сочетались в нём с доброжелательностью, душевной чуткостью и ярким темпераментом. Все это, вместе взятое, привлекало к нему студентов и школьников, надолго запоминалось, а на многих оказало и решающее влияние при выборе профессии и дальнейшего жизненного пути.
Многие бывшие ученики В. К. Кобушкина вспоминают его с теплотой и уважением.
Среди наших учителей было много замечательных людей, но, вероятно, с наибольшим почтением наши классы относились к Виктору Кирилловичу Кобушкину. Это был не просто гениальный педагог, а доброжелательный, увлеченный своим делом человек — другой пример такого сочетания найти трудно.  Все попытки копировать его ни к чему не приводили — это было невозможно. Душевность — вот что было присуще Виктору Кирилловичу.— К. Э. Воеводский, доцент С-ПбГУ, выпускник школы-интерната № 45 при ЛГУ
Наибольшее влияние на формирование того фундамента, на котором впоследствии удалось возвести кое-какие научные надстройки, оказал блестящий педагог и прекрасный человек В. К. Кобушкин. Об этом Учителе — к сожалению, рано ушедшем из жизни, — я могу говорить только в превосходной степени. Уроки Виктора Кирилловича всегда были ярким событием, мы шли на физику, как на праздник.— М. А. Горяев, профессор  РГПУ им. А. И. Герцена, выпускник школы-интерната № 45 при ЛГУ
Светлой памяти Кобушкина Виктора Кирилловича.
 Преподавать можно по-разному.  Можно "шпарить по конспекту" слегка позевывая и нагоняя тоску на учеников. А можно творить! И творить можно так, что даже теперь, по прошествии 35 лет, его уроки вспоминаются так, словно это было вчера... Каждый раздел физики был для него единственным и неповторимым. Неповторимой была также и школа, в которой он работал. Неповторимой была и его собственная манера преподавания.— С.  Макаров, системный аналитик  компании "BAS Grupa LV", выпускник школы-интерната № 45 при ЛГУ
О. Я. Виро, профессор Университета штата Нью-Йорк и ведущий научный сотрудник ПОМИ РАН им. В. А. Стеклова, выпускник школы № 239, называет В. К. Кобушкина в числе тех трёх своих школьных учителей, кому он остался благодарен в наибольшей степени.

### Семья
В. К. Кобушкин был женат на Ларисе Ивановне Кобушкиной (Гневко), он был отцом двоих детей — дочери и сына. Его дочь, Мария Викторовна Кобушкина, пошла по пути отца: она кандидат педагогических наук, преподает физику в физико-математическом лицее № 239.

## Основные публикации
- Кобушкин В. К., Кондратьев А. С., Прияткин Н. А. Сборник задач по физике. — Л.: ЛГУ, 1965. — 86 с. — 100 000 экз.
- Кобушкин В. К. Минимальная физика. Часть I. Механика. Колебания и волны. Теория поля. Теория относительности. — Л.: ЛГУ, 1970. — 240 с. 400 000 экз.
- Кобушкин В. К. Методика решения задач по физике. Издание 2-е. — Л.: ЛГУ, 1972. — 247 с. — 400 000 экз.